# Charlotte Ågård
Britt-Louise Charlotte Ågård, född 25 augusti 1936 i Stockholm, död 31 oktober 2014 på Lidingö, var en svensk målare och tecknare.
Hon var dotter till Agnar Ågård och hans hustru Margit och var gift 1957–1960 med Jarl Ulf Rahmberg. Ågård studerade vid Konstfackskolan i Stockholm 1954–1958 och vid Konsthögskolan 1958–1963 där hon tilldelades Carl Larssons stipendium 1962. Hon debuterade i en utställning tillsammans med Madelaine Rydberg på Lilla Paviljongen 1960 och hon medverkade i utställningen Nya namn i konsten och Nationalmuseums Unga tecknare. Ågård är begravd på Lidingö kyrkogård.

### Fotnoter
1. ↑  Charlotte Ågård Dagens Nyheter 17 december 2014. Läst 2 juni 2017.
2. ↑  FinnGraven